# Studio graphique
Un studio graphique ou studio de création graphique a pour activité principale la création de supports de communication visuelle.
Contrairement aux agences de communication, le studio graphique n'intervient pas, en règle générale, directement sur la dimension marketing des problématiques de ses clients.
Très sollicité par les entreprises possédant un service marketing en interne sans avoir le savoir-faire technique, il se positionne également souvent comme sous-traitant pour des agences de communication plus globales, et souhaitant faire appel à des talents extérieurs. 
Selon sa spécialisation, le studio pourra proposer les types de services suivants :
- création d'identité visuelle ou de logotype
- création de mascottes et d'illustrations
- conception de supports de vente (création de packaging, stands publicitaires, PLV)
- conception de supports papier (création de plaquettes, cartes de visites, catalogues, brochures, annonce presse)
- réalisation de vidéos (génériques, spots publicitaires, vidéos d'entreprise, trailers, teasers, effets spéciaux)
- photographie
- conception de sites web (sites institutionnels, sites de contenu type blog, sites de marque) : webdesign, développement web
- conception d'applications multimédia (e-card, CD-Rom)